# Robert James Allen
Robert James Allen, noto semplicemente come R. J. Allen (Old Bridge, 17 aprile 1990), è un ex calciatore statunitense, di ruolo difensore.
Anche suo fratello minore Brandon è un calciatore.

## Carriera
Nella stagione 2013-2014 ha giocato 13 partite con la maglia dello Skive IK, nella seconda serie danese.
Il 2 maggio 2015 si trasferisce al New York City.